# Solieria praegnata
Solieria praegnata là một loài ruồi trong họ Tachinidae.